# 卡爾·馮·斯坦·祖姆·阿爾登斯坦
卡爾·馮·斯坦·祖姆·阿爾登斯坦（德語：Karl Sigmund Franz Freiherr vom Stein zum Altenstein，1770年10月1日—1840年5月14日）是普鲁士政治家，普鲁士首任教育大臣，他主持的教育改革对普鲁士产生深远影响。出身于弗兰肯的贵族家庭，曾在外交部工作，并在普鲁士的第四次反法同盟中担任要职，参与普魯士改革運動。1817年成为普鲁士教育部大臣后，着手重建普鲁士福音派教会，并对普鲁士学校进行了广泛的改革。他提出了首个“人文主义”教育模式，创建了波恩大学，并于1819年制定了教育法案，建立了至今仍在使用的多元化学校体系。在后续的岁月里，他致力于教育体系独立于教会。1840年因健康问题退休，并于同年去世，安葬于柏林。